# Нижполиграф
Нижполиграф (также было известно как «Горьковская правда») — издательство, расположенное в Нижнем Новгороде. 
Ведущий региональный производитель печатной продукции.

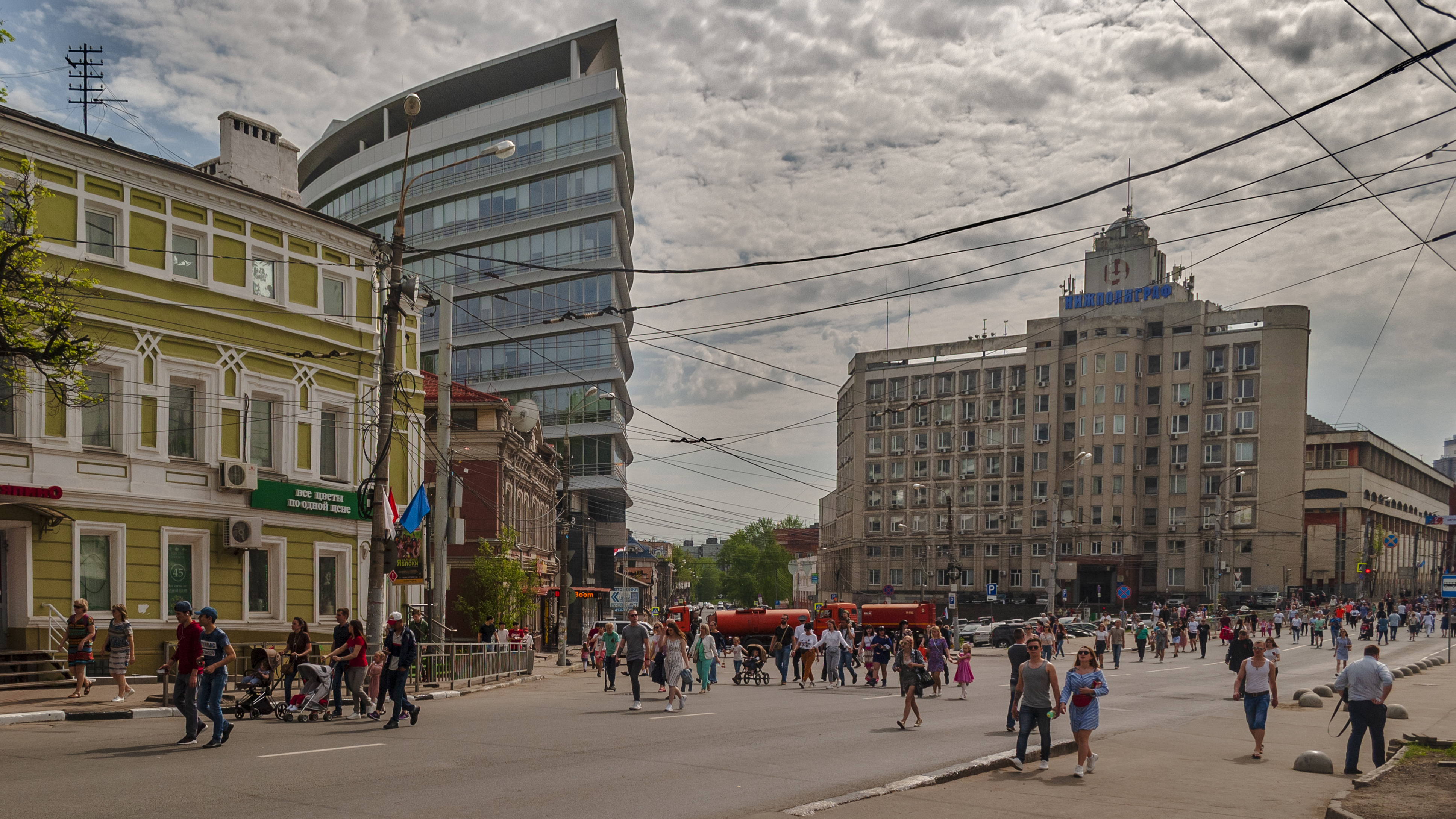
Новый корпус Нижполиграфа

## История здания
Здание было построено на средства династии купцов Рукавишниковых в 1905 году. Проект двухэтажного строения в стиле модерн разработан архитектором П. А. Домбровским. На фасаде была надпись «Дом трудолюбия имени Михаила и Любови Рукавишниковых». В здании разместилось более 200 нищих, которые за то, что щипали паклю и чесали мочала, получали небольшую поденную плату, дважды в день еду и ночлег.
В 60-е годы были надстроены два верхних этажа.

## Деятельность
Выручка в 2007 году составила 184,6 млн рублей, что составляет +4 % по отношению к уровню 2006 года.
Продукция предприятия50% от общего объёма составляет выпуск книг, из этого количества 12,5 млн твёрдых переплётов, 2,2 млн мягких переплётов и 5,8 млн брошюр. 49,8% объёма продукции составляли газеты: было отпечатано 70,5 млн экземпляров газет на сумму 72 млн рублей.

## Искусство
В 2015 году «Нижполиграф» принял фестиваль электронной музыки и современного искусства «РЕЗУЛЬТ/АРТ» при участии DJ Food с лейбла Ninja Tune.
3 июня 2017 года «Нижполиграф» стал площадкой первого фестиваля аудио-виузального искусства «Intervals», участниками которого стали актуальные медиа-художники из Москвы, Санкт-Петербурга и городов Европы. Фестиваль включил в себя дневную программу, с образовательной частью, инсталляциями и перфомансами, и ночную, с av лайвами и световыми шоу.